# Hjärtats melodi
Hjärtats melodi är ett musikalbum från 2004 av Stefan Sundström. Skivan är utgiven av National och producerad av Anders Burman.

## Låtlista
| Nr  | Titel                        | Längd |  |
| --- | ---------------------------- | ----- |  |
| 1.  | Vill du inte ha mej          | 4:14  |  |
| 2.  | Vissna blommor               | 4:19  |  |
| 3.  | Snickeboa                    | 6:26  |  |
| 4.  | Dina händer                  | 3:30  |  |
| 5.  | Låt dom gå                   | 3:47  |  |
| 6.  | Om jag kommer opp till Jesus | 4:19  |  |
| 7.  | Fula gubben Hitler           | 2:52  |  |
| 8.  | Sökte Gud                    | 3:56  |  |
| 9.  | Somna lycklig                | 4:11  |  |
| 10. | Johnny Dunder                | 4:33  |  |
| 11. | Låg sol                      | 2:05  |  |
| 12. | Outro                        | 0:45  |  |

All text och musik av Stefan Sundström, utom "Fula gubben Hitler" (text: Stefan Sundström, musik: Mattias Hellberg och Stefan Sundström) och "Låg sol (text: Kristina Lugn, Stefan Sundström och Mikael Wiehe, musik: Stefan Sundström).

## Medverkande
- Stefan Sundström - sång, akustisk gitarr
- Robert Dahlqvist - elgitarr, akustisk gitarr
- Mattias Hellberg - elgitarr, akustisk gitarr, kör
- Ola Nyström - akustisk gitarr
- Martin Hederos - piano, orgel, keyboards
- Stefan Björk - elbas
- Bo Nordenfeldt - kontrabas
- Nicke Andersson - trummor, backing vocals
- Johan Johansson - trummor, backing vocals, slagverk
- Christer Romin - trummor
- John Holm - sång, backing vocals
- Pelle Halvarsson - cello, baswoofad cello
- Lotta Johansson - fiol, såg
- Sara Edin - fiol
- Malin My Nilsson - fiol
- Mats ”Magic” Gunnarsson - barytonsaxofon
- Cezar Tomaszewski - trombon
- Goran Kajfes - trumpet
- Bengt Rosengren - oboe
- Helena Gutarra - kör
- Lotta Nilsson - kör
- Mikael Herrström - kör
- Pelle Ossler - kör
- Sara Isaksson - kör
- Ulrika Freccero - kör